# Poemeniinae
Poemeniinae sind eine kleine, weltweit verbreitete Unterfamilie der Schlupfwespen.  Es sind derzeit 10 Gattungen mit etwa 95 Arten bekannt. In Deutschland sind 9 Arten in 4 Gattungen nachgewiesen (ohne Pseudorhyssa, siehe unten).

## Morphologie

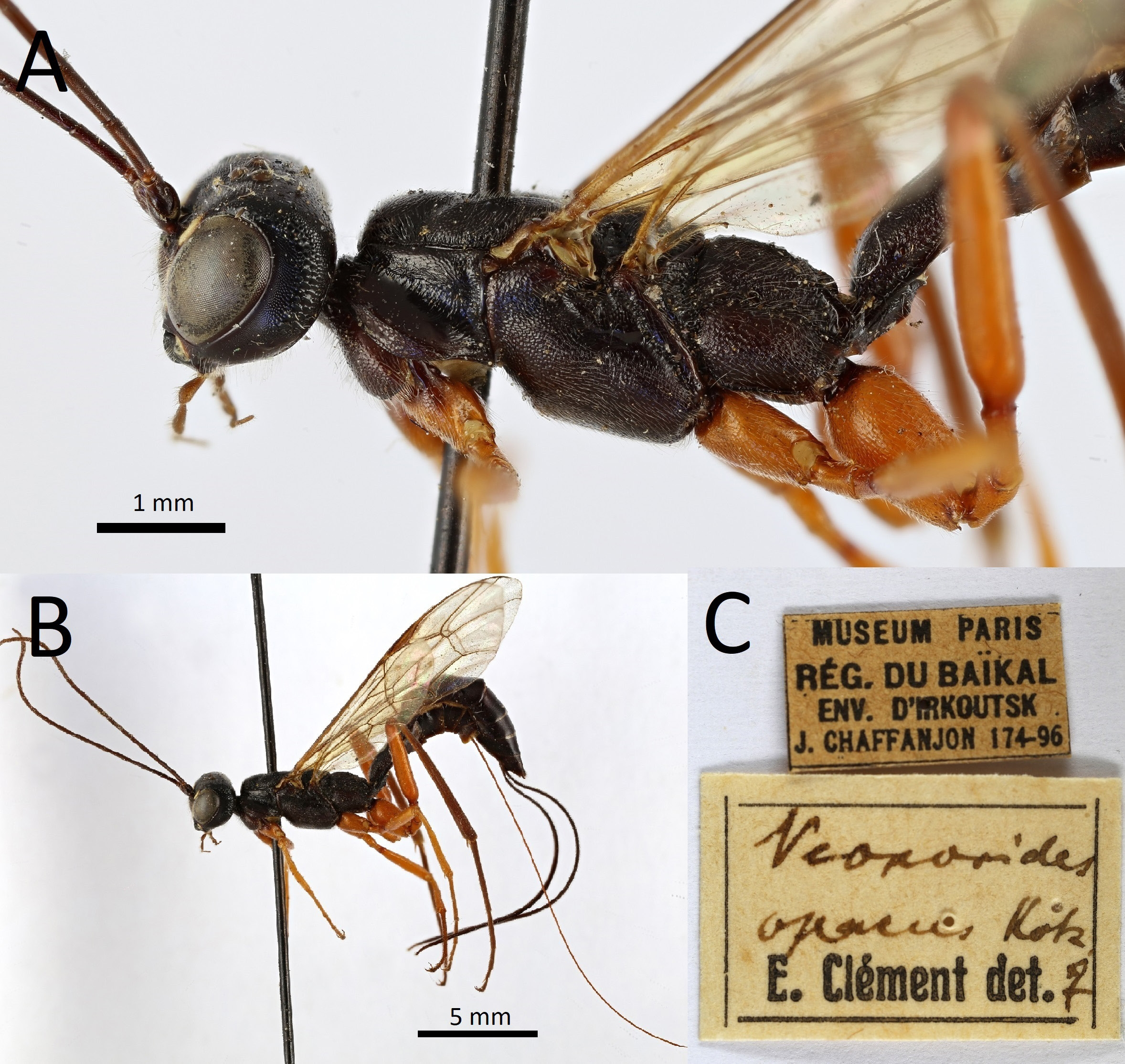
Neoxorides opacus aus Russland

Poemeniinae sind schlanke Schlupfwespen, die klein oder groß sein können, mit einer Vorderflügellänge von 4 bis 26 mm. Sie haben einen langen Ovipositor, lange Hinterbeine und ein verlängertes Pronotum. Das erste Segment des Metasoma ist lang. Poemeniidae sind oft dunkel gefärbt, oft mit farbiger Zeichnung, die Beine hell. Sie sind anderen Schlupfwespen ähnlich, die an Insekten im Holz parasitieren, wie die Pimplinae, Rhyssinae und Xoridinae.

## Lebensweise
Die Poemeniinae sind alle mit altem Holz assoziiert und es wird vermutet, dass sie alle Ectoparasitoide von Insekten sind, die sich im Holz entwickeln. Die Wirte sind vermutlich vor allem Cerambycidae und Buprestidae. Viele Arten der Poemeniinae sind relativ selten und sie kommen insbesondere in alten Wäldern vor, manchmal in höheren Lagen bis zur subalpinen Zone. Mehrere Arten fliegen (in den Karpaten) sehr lang, von April bis September.

## Systematik

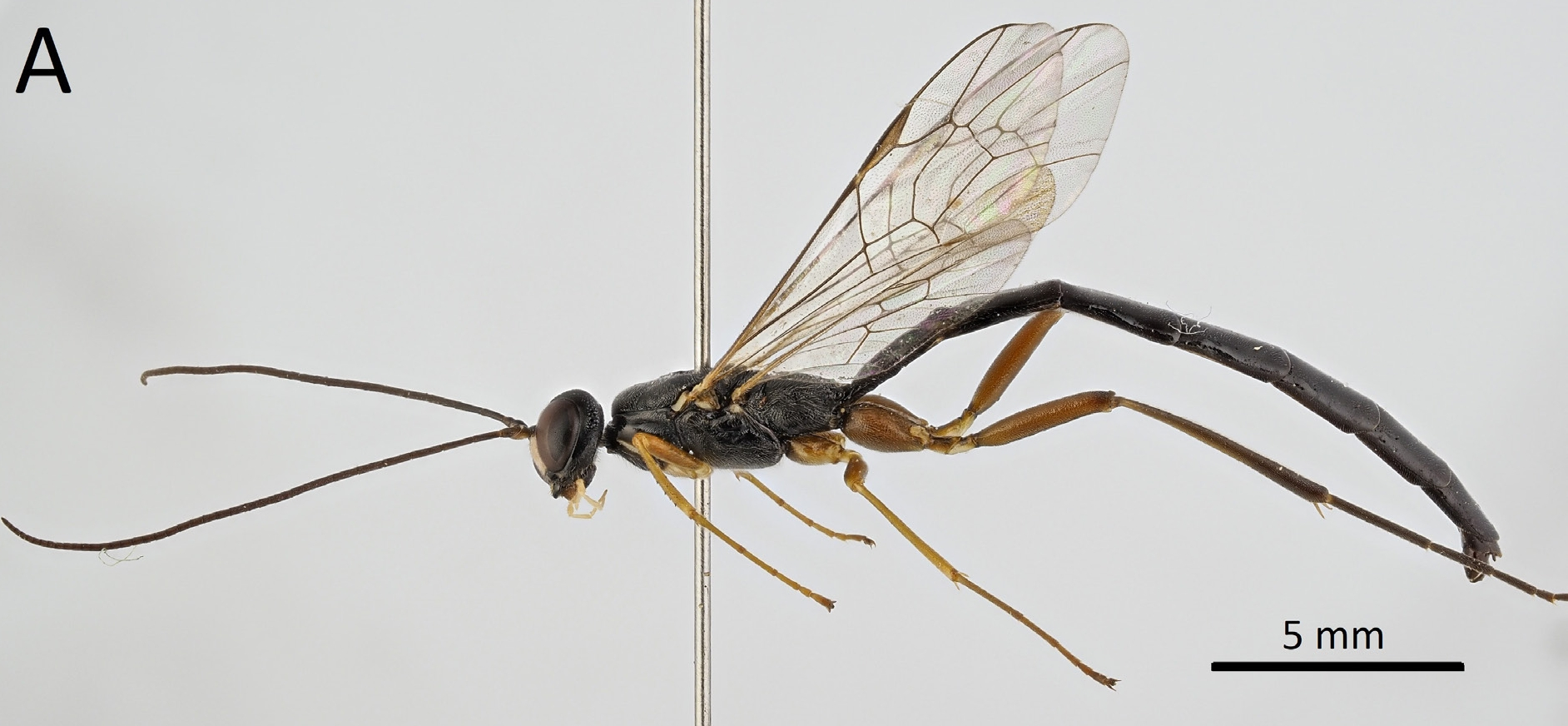
Neoxorides striatus aus Deutschland

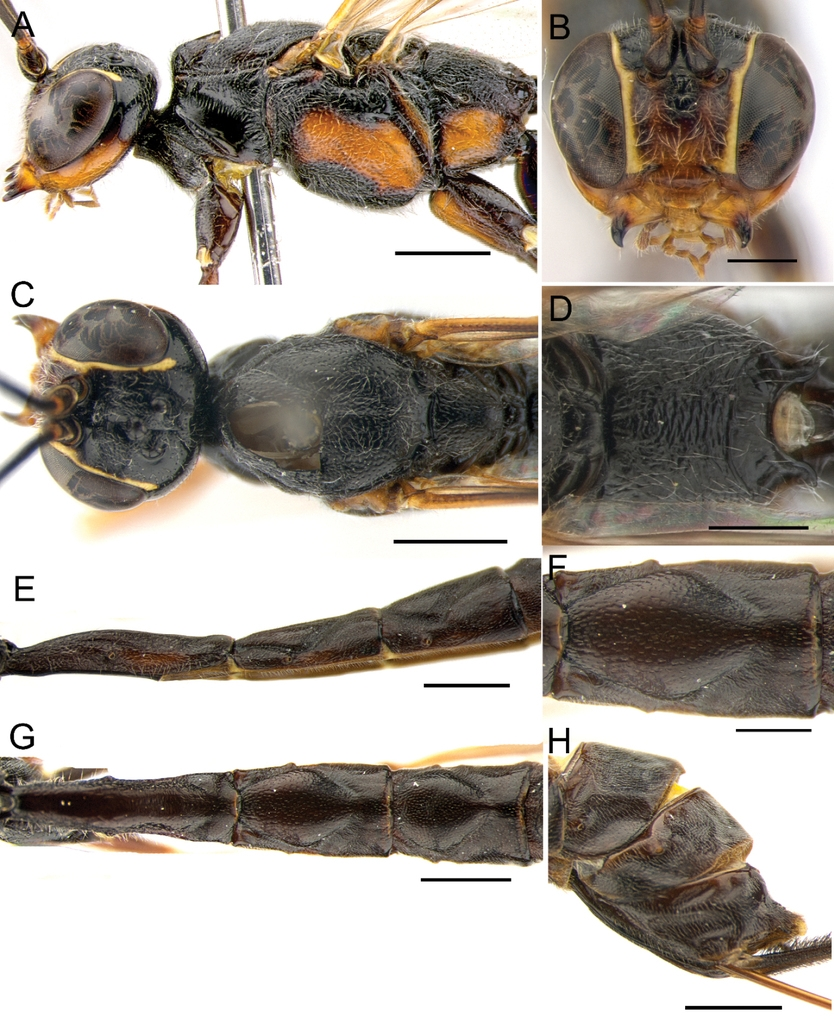
Rodrigama wooki, aus Südkorea

Die Poemeniinae sind nah mit den Pimplinae verwandt, sie wurden von früheren Autoren in diese Unterfamilie gestellt und Ende der 1990er Jahre aus diesen ausgegliedert. Aktuell werden die Poemeniinae als Schwestergruppe der Rhyssinae betrachtet. Gemeinsam werden diese als die Schwestergruppe der Pimplinae betrachtet.
Die Poemeniinae wurden ursprünglich in drei Tribus eingeteilt, von denen eine, Pseudorhyssini, mit nur einer Gattung, Pseudorhyssa, neuerdings jedoch wieder zu den Pimplinae gestellt wird. Folglich werden die Poemeniinae jetzt nur in zwei Tribus eingeteilt, die Poemeniini und die Rodrigamini.

### Poemeniini
Die Poemeniini sind weltweit mit Ausnahme von Australien verbreitet und enthalten 9 Gattungen.
- Cnastis Townes, 1957
- Deuteroxorides Viereck, 1914
- Dolichotrochanter Sheng, 2006
- Eugalta Cameron, 1899
- Ganodes Townes, 1957
- Guptella Wahl & Gauld, 1998
- Neoxorides Clément, 1938
- Podoschistus Townes, 1957
- Poemenia Holmgren, 1950

Relativ artenreich sind die Gattungen Cnastis (8), Eugalta (32), Neoxorides (13) und Pomenia (14 Arten).

### Rodrigamini
Die Rodrigamini bestehen nur aus der Gattung Rodrigama mit 11 relativ großen Arten, die sehr disjunkt verbreitet sind. Sie wurden aus Costa Rica, Ostasien, Südkorea und Israel beschrieben.

## Einheimische Arten
In Deutschland kommen nur Arten der Poemeniini vor; bezüglich Pseudorhyssa siehe bei Pimplinae.
- Deuteroxorides elevator
- Neoxorides collaris
- Neoxorides montanus
- Neoxorides nitens
- Neoxorides opacus
- Neoxorides striatus[11]
- Podoschistus scutellaris
- Poemenia brachyura
- Poemenia collaris
- Poemenia hectica
- Poemenia notata